# Torneio Internacional Zé Dú de 2009
O Torneio internacional “Zé Dú” de  hóquei em patins  visa homenagear o Presidente da República de Angola, José Eduardo dos Santos. Realizou-se de 25 a 28 de Agosto de 2009., no Pavilhão Anexo nº I da Cidadela Desportiva, Luanda, o 8.º Troféu Internacional de Hóquei em Patins, denominado "Troféu José Eduardo dos Santos". 

## Classificação Final
| Pos. | País                   | Pont. |
| ---- | ---------------------- | ----- |
| 1.   | Liceu de La Coruña     | 12    |
| 2.   | Sport Lisboa e Benfica | 11    |
| 3.   | Angola                 | 7     |
| 4.   | Réus Deportiu          | 5     |
| 5.   | Andes Talleres         | 4     |
| 6.   | Juventude de Viana     | 2     |

## Ligações Externas
- Angola Arquivado em 29 de julho de  2017, no Wayback Machine.
- http://www.fap-patinagem.com/uploads/files/Palmares.doc Arquivado em 24 de setembro de  2015, no Wayback Machine.